# Piękno (film)
Piękno (afr. Skoonheid) – południowoafrykański dramat filmowy z 2011 roku w reżyserii Olivera Hermanusa. Zdjęcia kręcono w Kapsztadzie.
Obraz miał swoją światową premierę 17 maja 2011 roku w sekcji "Un Certain Regard" podczas 64. MFF w Cannes, gdzie zdobył Queerową Palmę dla najlepszego filmu o tematyce LGBT.

## Opis fabuły
Południowa Afryka po upadku apartheidu. François (Deon Lotz) jest reprezentantem mniejszości w państwie, które przez wieki było przez tę mniejszość rządzone, a teraz rządzi w nim większość. Wychował się w duchu wartości konserwatywnych i wrodzonego lęku przed czarnymi mieszkańcami. Od dziecka jest naznaczony stygmatami rasizmu i nienawiści. Ale to nie wszystko. François jak miliony mężczyzn na całym świecie żyje upokarzany i onieśmielany przez swoje preferencje seksualne. Postanawia ruszyć w podróż do Kapsztadu, kosmopolitycznego miasta, z jego podwójnymi standardami konserwatyzmu. W pewnym momencie traci kontrolę nad sobą i łamie własne reguły.

## Obsada
- Deon Lotz jako François van Heerden
- Charlie Keegan jako Christian
- Roeline Daneel jako Anika
- Sue Diepeveen jako Marika
- Albert Maritz jako Willem
- Michelle Scott jako Elena